# Najwa Karam
Najwa Karam (in arabo: نجوى كرم; Zahle, 26 febbraio 1966) è una cantante libanese.
Soprannominata "il sole della musica araba", ha venduto oltre 60 milioni di dischi in tutto il mondo.

## Biografia
Studiò nella sua città Zahle, conseguendo una laurea in filosofia che le permise di esercitare la professione di insegnante per due anni. Decise di entrare nel mondo della musica all'età di ventisei anni.
Najwa Karam aderì all'associazione Layali Lobnan dove rapidamente dimostrò le proprie capacità. Con l'aiuto del direttore dell'associazione, convinse i propri genitori a farle registrare il suo primo album. Dopodiché si iscrisse alla scuola di musica araba di Beirut, dove studiò per quattro anni.
Najwa Karam, nota per la sua potenza vocale, contribuì a cambiare l'industria della musica araba. Contribuì inoltre a far diffondere il dialetto libanese nella musica araba. Najwa è anche un'icona della moda mediorientale nonché la principale giudice di Arabs Got Talent.